# Somatogyrus
Somatogyrus är ett släkte av snäckor. Somatogyrus ingår i familjen tusensnäckor.

## Dottertaxa tillSomatogyrus, i alfabetisk ordning[1]
- Somatogyrus alcoviensis
- Somatogyrus amnicoloides
- Somatogyrus aureus
- Somatogyrus biangulatus
- Somatogyrus constrictus
- Somatogyrus coosaensis
- Somatogyrus crassilabris
- Somatogyrus crassus
- Somatogyrus currierianus
- Somatogyrus decipiens
- Somatogyrus depressus
- Somatogyrus excavatus
- Somatogyrus georgianus
- Somatogyrus hendersoni
- Somatogyrus hinkleyi
- Somatogyrus humerosus
- Somatogyrus integra
- Somatogyrus nanus
- Somatogyrus obtusus
- Somatogyrus parvulus
- Somatogyrus pennsylvanicus
- Somatogyrus pilsbryanus
- Somatogyrus pumilus
- Somatogyrus pygmaeus
- Somatogyrus quadratus
- Somatogyrus rheophilas
- Somatogyrus rosewateri
- Somatogyrus sargenti
- Somatogyrus strengi
- Somatogyrus subglobosus
- Somatogyrus substriatus
- Somatogyrus tenax
- Somatogyrus tennesseensis
- Somatogyrus trothis
- Somatogyrus tryoni
- Somatogyrus umbilicatus
- Somatogyrus walkerianus
- Somatogyrus wheeleri
- Somatogyrus virginicus